# Més maleït karma
Més maleït karma (títol original en alemany, Mieses Karma hoch 2) és la continuació de la primera novel·la de David Safier, Maleït karma de 2007. Aquesta segona novel·la va ser publicada el 2015 en alemany per l'editorial Rowohlt Verlag GmbH d'Hamburg i, igual que en la primera part, els seus protagonistes moren en un accident i han d'acumular bon karma si volen reencarnar-se com a humans.
La seva versió catalana va ser editada per l'Editorial Empúries el novembre de 2015 amb una traducció de Carlota Gurt.

## Argument
La Daisy, una jove que es troba en la vintena, viu a Berlín on busca el seu lloc com a actriu. Tanmateix, com a actriu no té massa èxit i com a persona és més aviat immadura, mentidera i addicta a l'alcohol, les festes i el sexe. El dia que el seu agent li aconsegueix un petit paper a la nova pel·lícula de James Bond, que s'està rodant a Berlín, veu el seu futur solucionat. Ha d'actuar amb Marc Barton, el nou actor del 007 i considerat l'Home Viu Més Sexi per la revista People. Marc Barton, és molt més bon actor que ella, però també és arrogant i insuportable. Així, quan arriba als Estudis Babelsberg, el mateix James Bond en persona li diu que el seu paper no és necessari. Derrotada, es tanca a un camerino on té un banal accident amb la Boopsie, el glamurós gos de l'estrella que esdevé mort. Intentant recuperar el seu destí i fer-se perdonar per Marc, puja al seu Lamborghini amb ell per tal d'explicar-se i aconseguir un paper en la pel·lícula. Enrabiats tots dos dintre del cotxe i a gran velocitat, no s'adonen que un camió està a punt d'envestir-los. Malgrat trepitjar el fre de seguida, el Lamborghini rellisca i s'estavella, conduint als seus ocupants cap a una nova vida, reencarnats com a formigues. L'odi mutu que es tenien com a humans el traslladen als seus dos nous éssers que han acumulat mal karma. D'aquesta manera, inicien un difícil i sacrificat viatge per aconseguir bon karma i pujar en els esglaons de la reencarnació.

## Personatges
- Daisy Becker, és una actriu de segona, caòtica i inestable, de vint-i-tants anys, que té l'oportunitat de formar part en una pel·lícula del 007 i que acaba tenint un accident de cotxe amb el mateix James Bond en persona, Marc Barton, al qual no suporta.
- Marc Barton, és el nou actor del 007, ros i atractiu, i considerat l'Home Viu Més Sexi per la revista People. Encara que és l'estrella de Hollywood del moment, la seva arrogància farà difícil la seva relació amb la Daisy i els dos no pararan de culpar-se de la seva situació mentre busquen una manera d'acumular bon karma.
- Nicole Kelly, és la parella de l'actor Marc Barton i buscarà consol en Jannis, amb qui compatirà la mort de les seves respectives parelles.
- Jannis, és el company de pis i millor amic de la Daisy. Es coneixen des de l'escola i ha estat enamorat d'ella des de llavors, encara que la Daisy sempre l'ha mantingut només com un bon amic.
- La Boopsie, és el petit terrier de Jack Russell de Marc Barton i la seva glamurosa parella.
- Siddhartha Gautama o Buda, és el que s'encarrega de jutjar l'evolució en l'escala de la reencarnació de la Daisy i en Marc Barton al llarg de la novel·la i se'ls apareix sempre en la mateix forma en què s'ha reencarnat la seva ànima.

## Guardons
Més maleït karma li va donar a David Safier el Premi dels Lectors LovelyBooks del 2015 en la categoria d'humor.